# Paseo Palestina
El Paseo Palestina es un paseo peatonal ubicado en la comuna chilena de Estación Central, específicamente en la intersección de la Avenida General Velásquez con la Avenida Libertador General Bernardo O'Higgins (La Alameda), a un costado de la casa consistorial de dicho municipio. Fue inaugurado en 2009, como una donación de la Autoridad Nacional Palestina al pueblo chileno, en especial a los descendientes de inmigrantes palestinos residentes en el país (una de las diásporas más numerosas fuera del mundo árabe), con objeto de las conmemoraciones por el Bicentenario de Chile.

## Historia
El paseo, construido a modo de parque urbano, obtuvo dicha denominación mediante resolución del Concejo Municipal de Estación Central el 19 de noviembre de 2009 y fue inaugurado en un acto solemne el 25 de noviembre del mismo año por el alcalde de la comuna de Estación Central, Rodrigo Delgado Mocarquer, en compañía del Presidente de la Autoridad Nacional Palestina, Mahmoud Abbas. En dicha oportunidad, el alcalde centralino le entregó las llaves de la ciudad al líder palestino Abbas. La celebración también coincidió con la declaración de Jerusalén como «Capital Cultural Árabe» durante ese año.

## Componentes
El paseo, en términos prácticos, es parte del bandejón central de la Avenida General Velázquez (por sobre la Autopista Central), el cual es atravesado por La Alameda, dividiéndolo así en dos partes. Entre sus elementos ornamentales, destacan veinte monolitos, distribuidos en dos líneas con forma de medialuna, paralelas a un costado de La Alameda. Cada uno de ellos contiene una placa con nombres de localidades de Palestina, escrita en árabe con su respectiva transliteración en español; entre las localidades mencionadas se encuentran Jerusalén, Ramala, Taibe, Birzeit, Yenín, Kalkilia, Beit Yala, Beit Hanun, Gaza y Jan Yunis. En su interior cuenta con jardines con césped como área verde, además de adoquines y baldosas por toda el área.